# Henri de Lubac
Henri de Lubac (n. 20 februarie 1896, Cambrai, Nord-Pas-de-Calais, Franța – d. 4 septembrie 1991, Paris, Franța) a fost unul din cei mai importanți teologi catolici din secolul al XX-lea. A participat ca expert la Conciliul Vatican II. Papa Ioan Paul al II-lea l-a ridicat la demnitatea de cardinal în anul 1983.

## Traduceri în limba română
- Misterul supranaturalului, în traducerea pr. Eduard Ferenț, Iași, 2010;[10]
- Catolicism. Aspecte sociale ale dogmei, în traducerea lui Marius Boldor, Iași, 2016.[11]